# Jutta Höhne
Judith Jutta Höhne (* 26. März 1951 in Gelsenkirchen als Judith Popken) ist eine ehemalige deutsche Florettfechterin, deutsche Meisterin und Teilnehmerin an den Olympischen Spielen 1976 in Montreal. Sie focht für den SC Rei Koblenz, der später in Königsbacher SC Koblenz umbenannt wurde.

## Erfolge
Höhne gewann 1974 die deutschen Meisterschaften im Damenflorett. 1974, 1976 und 1980 wurde sie Dritte.
1976 nahm sie mit der Florettmannschaft (neben Höhne noch Karin Rutz-Gießelmann, Cornelia Hanisch, Ute Kircheis-Wessel und Brigitte Oertel) an den Olympischen Spielen in Montreal teil. Die Mannschaft verpasste nach einer Niederlage gegen Ungarn im Gefecht um den dritten Platz eine Medaille und wurde vierte. Im Jahr 1979 war Höhne ebenfalls Teil der Nationalmannschaft der Weltmeisterschaften. Zusammen mit Hanisch, Kircheis-Wessel, Sabine Bischoff und Ingrid Losert belegte sie den dritten Platz.
1979 wurde Höhne Koblenzer Sportlerin des Jahres. Sie ist mit dem Säbelfechter Knut Höhne verheiratet, der 1972 an den Olympischen Spielen in München teilnahm.